# Novaculops
Novaculops es un género de peces de la familia Labridae, del orden Perciformes. Este género marino fue descrito científicamente en 1960 por Leonard Peter Schultz.

## Especies
Especies reconocidas del género:
- Novaculops alvheimi J. E. Randall, 2013
- Novaculops compressus Fukui, 2020
- Novaculops halsteadi (J. E. Randall & Lobel, 2003)
- Novaculops koteamea (J. E. Randall & G. R. Allen, 2004)
- Novaculops pastellus (J. E. Randall, Earle & L. A. Rocha, 2008)
- Novaculops sciistius (D. S. Jordan & W. F. Thompson, 1914)
- Novaculops woodi (O. P. Jenkins, 1901)